# Parti russe des retraités pour la justice sociale
Pour les articles homonymes, voir Parti des retraités.
Le Parti russe des retraités pour la justice sociale (en russe Российская партия пенсионеров за социальную справедливость, romanisé en Rossiyskaya partiya pensionerov za sotsialnuyu spravedlivost, abrégé en РППСС ou RPPSS) est un parti politique russe fondé en 1997 sous le nom de Parti des retraités avant de prendre son nom actuel en 2001. Il fusionne en 2006 dans Russie juste avant d'être refondé en 2012.
Comme son nom l'indique, le parti défend principalement les droits des retraités. Il connait notamment un regain de popularité à l’occasion de l'adoption en septembre 2018 d'une réforme allongeant de 5 ans l'âge de départ à la retraite. C'est alors la première fois depuis 90 ans que le système des retraites est modifié, ce qui provoque d'importantes manifestations,.

## Résultats
| Année | Voix             | %                | Élus             | Rang             | +/-              |
| ----- | ---------------- | ---------------- | ---------------- | ---------------- | ---------------- |
| 1999  | 1 298 971        | 1,95             | 1 / 450          | 9e               | Nv               |
| 2003  | 1 874 973        | 3,09             | 1 / 450          | 8e               |                  |
| 2007  | Ne participe pas | Ne participe pas | Ne participe pas | Ne participe pas | Ne participe pas |
| 2011  | Ne participe pas | Ne participe pas | Ne participe pas | Ne participe pas | Ne participe pas |
| 2016  | 910 848          | 1,73             | 0 / 450          | 7e               | en stagnation    |
| 2021  | 1 381 890        | 2,45             | 0 / 450          | 6e               | en stagnation    |